# Самый маленький дом Великобритании
Самый маленький дом в Великобритании (англ. Smallest House in Great Britain), также известен как Дом на пристани (англ. Quay House) — туристический объект на набережной города Конуи, Уэльс. Его размеры всего 3,05 на 1,8 метра.
Дом был заселён с XVI века вплоть до 1900 года, когда в него заселился высокий (ростом около 2 метров) рыбак по имени Роберт Джонс. В доме были слишком низкие для него потолки, поэтому в конечном итоге Роберт переселился, а Городской Совет объявил дом непригодным для проживания. Этот дом до сих пор принадлежит потомкам Джонса.
Дом внесён в Книгу рекордов Гиннесса как самый маленький дом в Великобритании
В июне 2006 года дом потерял около 50 % туристов из-за проходивших рядом дорожных работ.
На сегодняшний день в доме находится музей.